# Martin Peter Gerlach
Pour les articles homonymes, voir Gerlach.
Martin Peter Gerlach dit Martin Gerlach senior (1846-1918) est un ciseleur, graveur, éditeur et photographe allemand d'origine prusienne ayant principalement effectué sa carrière à Vienne, où il devient une figure importante de la modernité.

## Biographie
Né à Hanau, Martin Peter est le fils de Georg Gerlach et de Katharina Schwarz. Il a d'abord appris, dans sa ville natale, le métier de ciseleur-graveur à l'Académie royale de dessin de Prusse (Königlich Preußische Zeichenakademie). En 1868, il s'installe à Berlin et ouvre une boutique d'orfèvrerie avec son oncle, A. Schwarz, qui employait jusqu'à cinquante personnes avant d'être fermée en 1870. Dans l'intervalle, Martin s'était intéressé aux techniques photographiques. Il publie des catalogues illustrés liés à l'industrie joaillière. En 1872, il fonde une maison d'édition berlinoise à son nom, la Martin Gerlach Verlag, dont l'objectif est la publication de son travail photographique dans des ouvrages traitant de l'architecture et de l'ornementation ; il publie également une revue d'art, Die Perle.
En 1874, Gerlach installe sa maison d'édition à Vienne où il prend pour associé Ferdinand Schenk. Sous le nom de Gerlach & Schenk, Martin poursuit son travail d'illustrateur photographe, constituant un fonds important de motifs et de vues liés aux folklores, en voyageant dans toutes les régions de l'Autriche-Hongrie. Les ouvrages qui sortent sous sa marque se forgent une belle réputation.
Schenk part fonder sa propre maison d'édition en 1901 et Albert Wiedling (1859-1923), qui était un employé de Gerlach depuis 1882, devient le nouvel associé ; la maison est rebaptisée Gerlach & Wiedling.

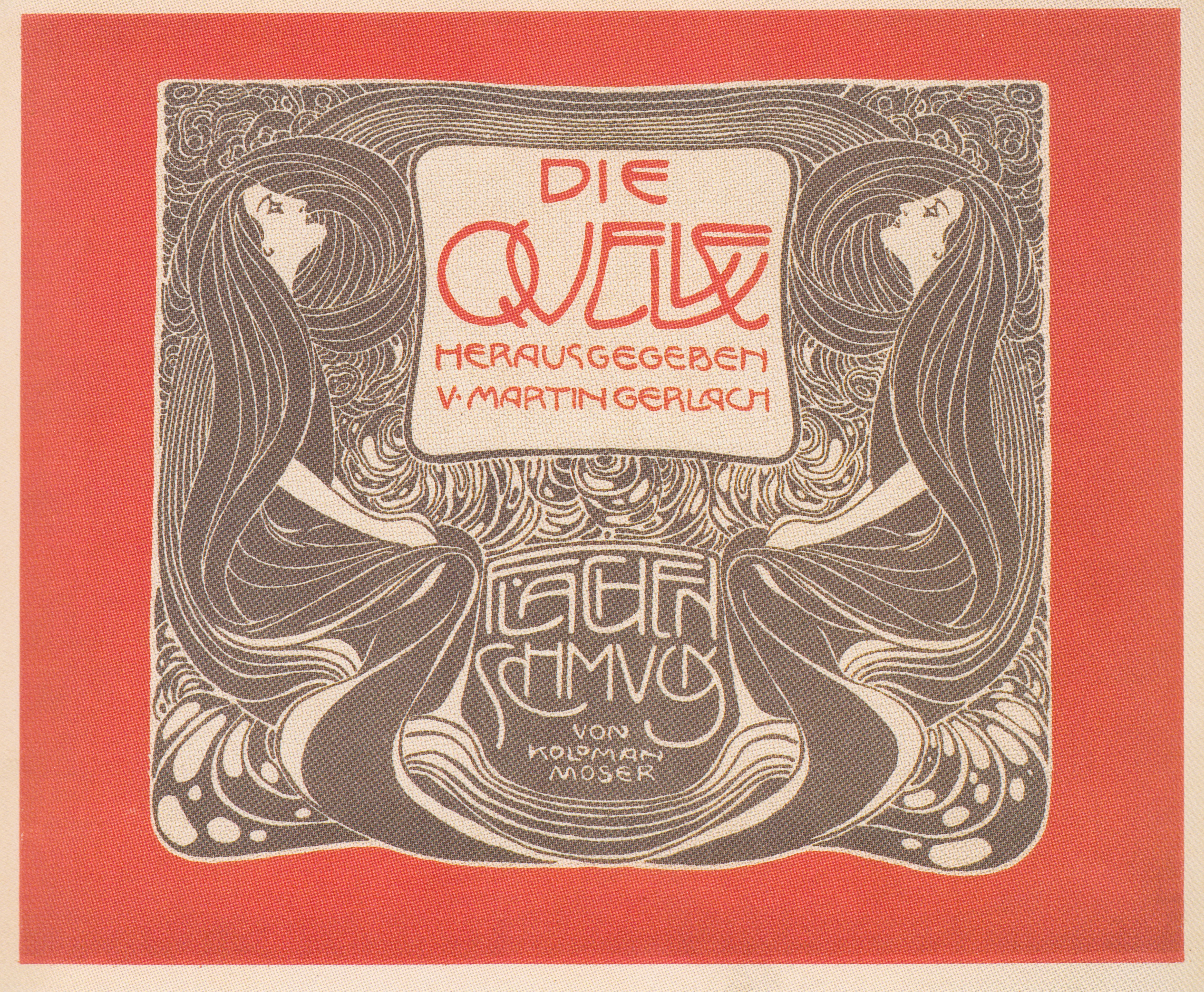
Die Quelle [vol. II]. Flachenschmuck von Koloman Moser (lithographie, 1901).

Dès avant 1900, les publications de Gerlach embrassent le style de la modernité, reflétant les travaux graphiques issues des « sécessions » berlinoises, munichoises et avant tout viennoises. Le critique d'art autrichien Joseph August Lux (de) (1871-1947) voit en lui un pionnier, et collabore à ses ouvrages. Gerlach travaille avec Franz von Stuck (dès 1882), Koloman Moser (entre 1895 et 1902), Anton Seder (de), Carl Otto Czeschka, les frères Ernst et Gustav Klimt, Heinrich Lefler (en), Ignatius Taschner (de), Léo Schnug ou encore Ferdinand Schmutzer.
De 1896 à 1900, est publiée la série des Allegorien Neue Folge (Nouvelles formes d'allégories) se déclinant en 120 volumes qui se présentent sous la forme de portfolios en couleurs explorant les motifs liés aux arts décoratifs, associant quantité d'artistes modernistes, dont Klimt, Moser et Czeschka, qui en composent les vignettes.
Gerlach développe à partir de 1901 une collection destinée aux enfants en 34 volumes, la Gerlachs Jugendbücherei, aux illustrations art nouveau. La ville de Vienne lui commande une série d'albums reliés illustrés de photographies portant sur différents aspects de l'architecture de la capitale impériale — l'Historische Atlas des Wiener Stadtbildes (Atlas historique de Vienne) de Max Eisler ou le Wien und Umgebung. Eine Auswahl von Stadt- und Landschaftsbildern (connu en français sous le titre Vienne instantanée, 1912) connaissent un grand succès. On trouve aussi des ouvrages portant sur des figures et personnalités viennoises comme le dramaturge Franz Grillparzer ou le librettiste et compositeur Eduard Kremser (de) (Wiener Lieder und Tänze) et des ouvrages d'art remarquables, comme la collection Die Quelle, auxquels sont associés des artistes de l'avant-garde viennoise (treize volumes reliés, 1900-1918).
Martin Gerlach meurt à Vienne le 9 avril 1918.

## Vie privée
Martin Peter Gerlach a d'abord été marié à Laura Essbach en 1869 ; il épouse en secondes noces Maria Meinel en 1874, dont un fils Martin Gerlach junior (1879-1944) qui reprend les rênes de son père avec Walter Wiedling, le fils de son associé.

## Postérité
Après 1918, la maison Gerlach & Wiedling prend une partie du marché des manuels d'éducation scolaire en langue allemande imposée par le réformiste social-démocrate Otto Glöckel (en) et connaît une croissance sensible. Après la Seconde Guerre mondiale, la maison d'édition est continuée par son petit-fils, Kurt Gerlach (1919-2003) puis disparaît à la fin des années 1950.